# گلوله‌ای در سر
گلوله‌ای در سر (به چینی: 喋血街頭) یک فیلم اکشن هنگ کنگی محصول سال ۱۹۹۰ به نویسندگی و کارگردانی جان وو است.